# Стивсон, Гейбл
Гейбл Дэн Стивсон (англ. Gable Dan Steveson; род. 31 мая 2000, Портидж, Индиана) — американский борец вольного стиля и рестлер.

В вольном стиле завоевал золотую медаль Олимпийских игр 2020 года. Имеет контракт с WWE, где стал вторым после Курта Энгла золотым олимпийским медалистом по борьбе, подписавшим контракт с WWE. Летом 2023 года стал регулярно участвовать на ТВ-шоу WWE NXT.

## Карьера в борьбе
Имя Гейбл Дэн было дано ему матерью в честь легендарного борца Дэна Гейбла.
В августе 2015 года в Сараево в весовой категории до 100 кг стал победителем первенства мира среди юниоров. В сентябре 2016 года в Тбилиси во второй раз стал победителем юношеского первенство мира в весе до 100 кг. В сентябре 2017 года в Тампере стал чемпионом мира среди юниоров в весовой категории до 120 кг. В апреле 2021 года в американском городе Форт-Уэрт, одолев в финале отборочного турнира Николоза Гвяздовски, получил право представлять США на Олимпийских играх в Токио. В мае 2021 года стал победителем Панамериканского чемпионата в Гватемале. 6 августа 2021 года на Олимпиаде в Токио стал олимпийским чемпионом в весовой категории до 125 кг, одолев в финале на последних секундах трехкратного чемпиона мира грузина Гено Петриашвили. Ранее на турнире победил олимпийского чемпиона Таху Акгюля..
В октябре 2021 года, несмотря на переход в WWE, Стивсон решил также и продолжить карьеру в вольной борьбе — попытаться отстоять звание победителя студенческого NCAA чемпионата США. Как студент, член университетской команды Университета Миннесоты, он был освобождён от оплаты за обучение, но обязан продолжать выступления за студенческую команду. 
В марте 2022 года он во второй раз в своей карьере выиграл NCAA чемпионат США.
В конце марта 2022 года Стивсон второй раз был удостоен трофея Дэна Ходжа — приза, вручаемого наиболее выдающемуся борцу США в каждом сезоне, став  первым и единственным борцом в тяжелом весе, который несколько раз выигрывал этот трофей.
В апреле 2023 года Стивсон вернулся в вольную борьбу, выиграв Открытый чемпионат США в Лас-Вегасе, при этом досрочно победив всех своих четырёх соперников.
В марте 2025 года завершилась студенческая карьера Стивсона. Выйдя в финал студенческого NCAA чемпионата, он имел шанс выиграть титул NCAA в третий раз и войти в историю как самый выдающийся тяжеловес NCAA. Но он сенсационно проиграл на последних секундах Уайту Хендриксону.
В мае 2025 года Стивсон объявил о том, что хочет всерьез заняться смешанными единоборствами и в конечном итоге подписать контракт с UFC.

## Карьера в рестлинге

### WWE
В конце 2020 года Стивсон заявил, что карьера в WWE в качестве рестлера с целью стать суперзвездой — это «мечта, которая была у меня с детства».
В феврале 2021 года контракт с WWE подписал брат Стивсона — Бобби. Перед Олимпийскими играми в Токио в 2021 году Гейбл Стивсон подписал маркетинговый контракт с менеджером ММА Дэйвом Мартином. После завоевания золотой олимпийской медали Стивесон приобрел широкую известность в социальных сетях, и дразнил общественность по поводу того, будет ли он продолжать заниматься борьбой или продолжит карьеру в смешанных единоборствах или рестлинге. В августе Стивсон участвовал в шоу WWE SummerSlam в качестве гостя. 4 сентября было объявлено, что Стивсон подписал контракт с WWE, 9 сентября это подтвердил сам борец.

#### Raw (2021-2022)
В рамках драфта WWE 2021 года Стивсон был призван на бренд Raw c 22 октября 2021 года. Стивсон появился в 2 апреля 2022 года на WrestleMania 38, где его представила Стефани Макмэн. На следующий день Стивесон столкнулся с Чедом Гейблом после матча и провёл ему суплес.

#### NXT (2023-н.в.), дебютный матч
Летом 2023 года Стивсон стал регулярно появляться на ТВ-шоу NXT. Тренировки в его компании помогли Эдди Торпу победить брата Стивсона Дэмона Кемпа 4 июля на NXT. 25 июля на NXT он сообщил, что принял решение перейти в про-рестлинг. Его выступление прервал Барон Корбин, предложивший доказать свои намерения на ринге. Стивсон принял вызов, и матч был назначен.

## Достижения
- Первенство мира по борьбе среди юношей 2015 — ;
- Первенство мира по борьбе среди юношей 2016 — ;
- Первенство мира по борьбе среди юниоров 2017 — ;
- Панамериканский чемпионат по борьбе 2021 — ;
- Олимпийские игры 2020 —